# Dmitrij Ivanovič Jermakov
Dmitrij Ivanovič Jermakov (rusky Ермаков Дмитрий Иванович) (1845 Tbilisi – 1916, Tbilisi) byl ruský fotograf, orientalista a etnolog. Je známý především fotografiemi z Kavkazu. Věnoval se fotografii architektury, portrétní fotografii a byl osobním fotografem perského šáha.

## Život a dílo
Jermakov se narodil v Tbilisi, jeho otec byl italský architekt Luigi Caribaggio a gruzínská matka byla rakouského původu. Odborně se začal fotografií zabývat v Tbilisi v roce 1860. V roce 1870 během cesty do Persie vytvořil velké množství fotografií národopisného charakteru a byl jmenován Fotografem Jeho Veličenstva perského šáha. Jeho reportážní snímky odrážejí události rusko-turecké války z období 1877–1878. Poté v Tbilisi založil vlastní fotografický podnik. Hodně cestoval, navštívil Írán a zúčastnil se několika archeologických expedic na Kavkaze, při kterých vznikla řada unikátních fotografií. Svými cestami inspiroval Antona Sevrjugina, který se rozhodl vrátit do Persie a sestavit rozsáhlou fotodokumentaci o životě a obyvatelích tohoto státu. Se svým bratrem Koljou odcestoval do íránského Ázerbájdžánu, odkud pokračoval ve své cestě do Kurdistánu a Luristánu. V roce 1883 založil spolu se svými bratry Koljou a Emanuelem fotografické studio v Teheránu.
Rozsáhlá sbírka fotografií Jermakova byly věnovány Tbilisi, Kavkazu, Turecku a Persii. Tisíce jeho negativů jsou archivovány v Gruzii.
Za svou práci získal ocenění Francouzské fotografické společnosti (1874) a na antropologické výstavě v Moskvě (1878).

## Galerie

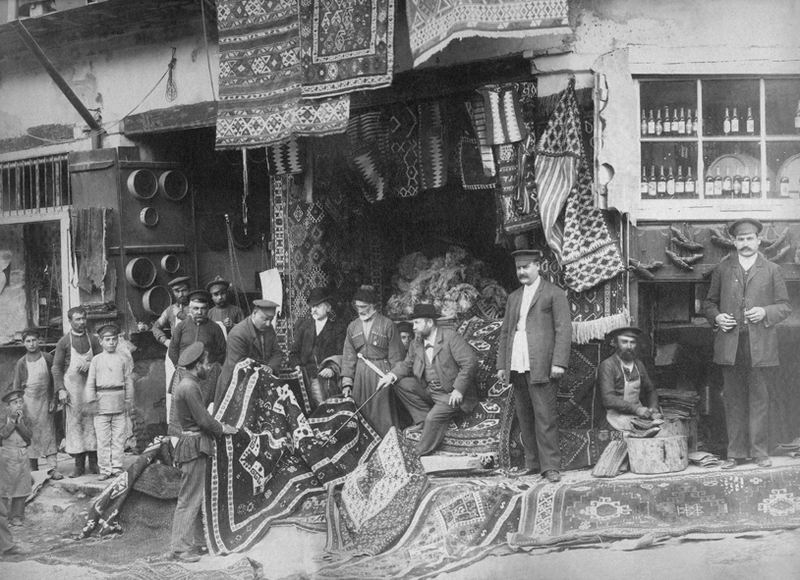
Prodej koberců
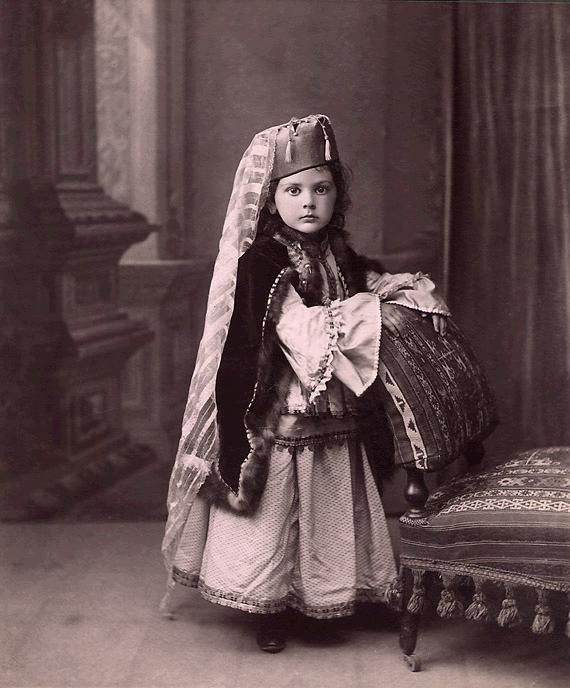
Princezna Lazarev v tureckém kostýmu
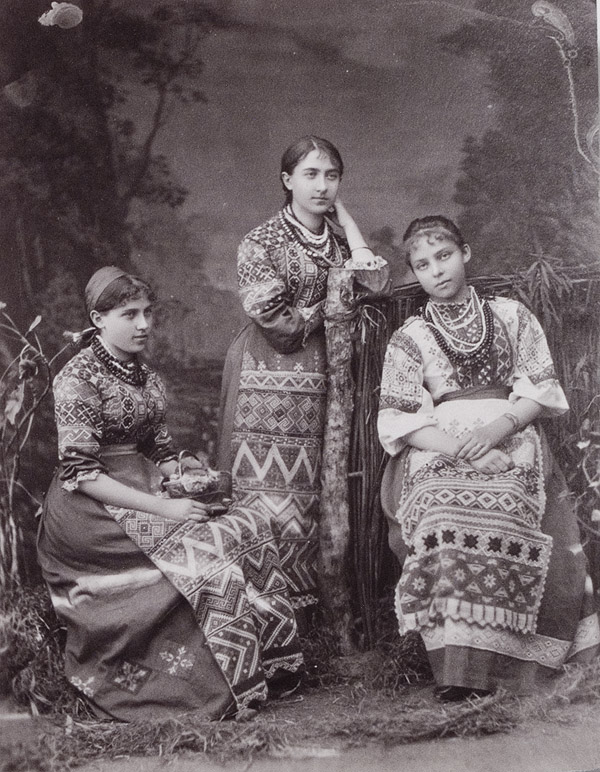
Tři ženy
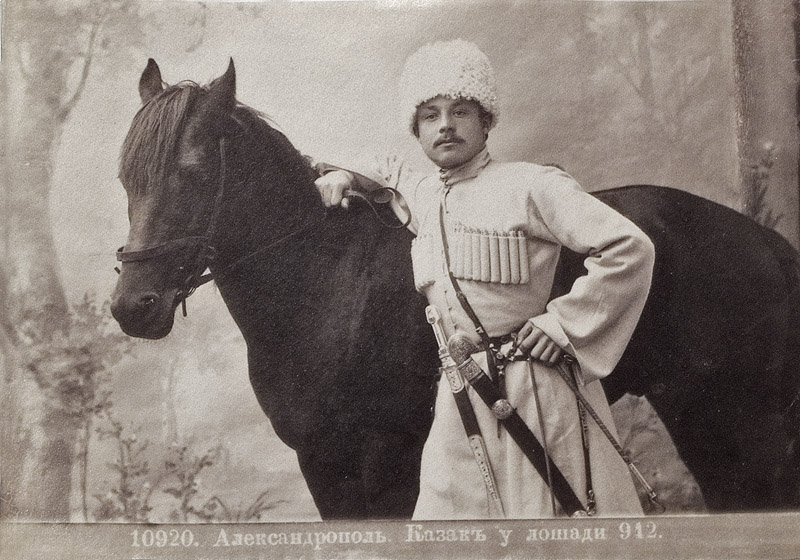
Kozák s koněm, Alexandropol
Muž
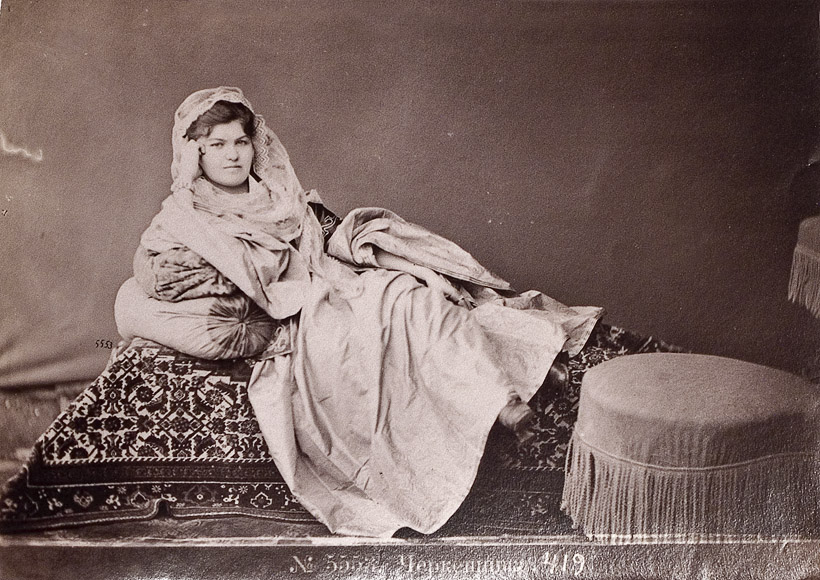
Žena
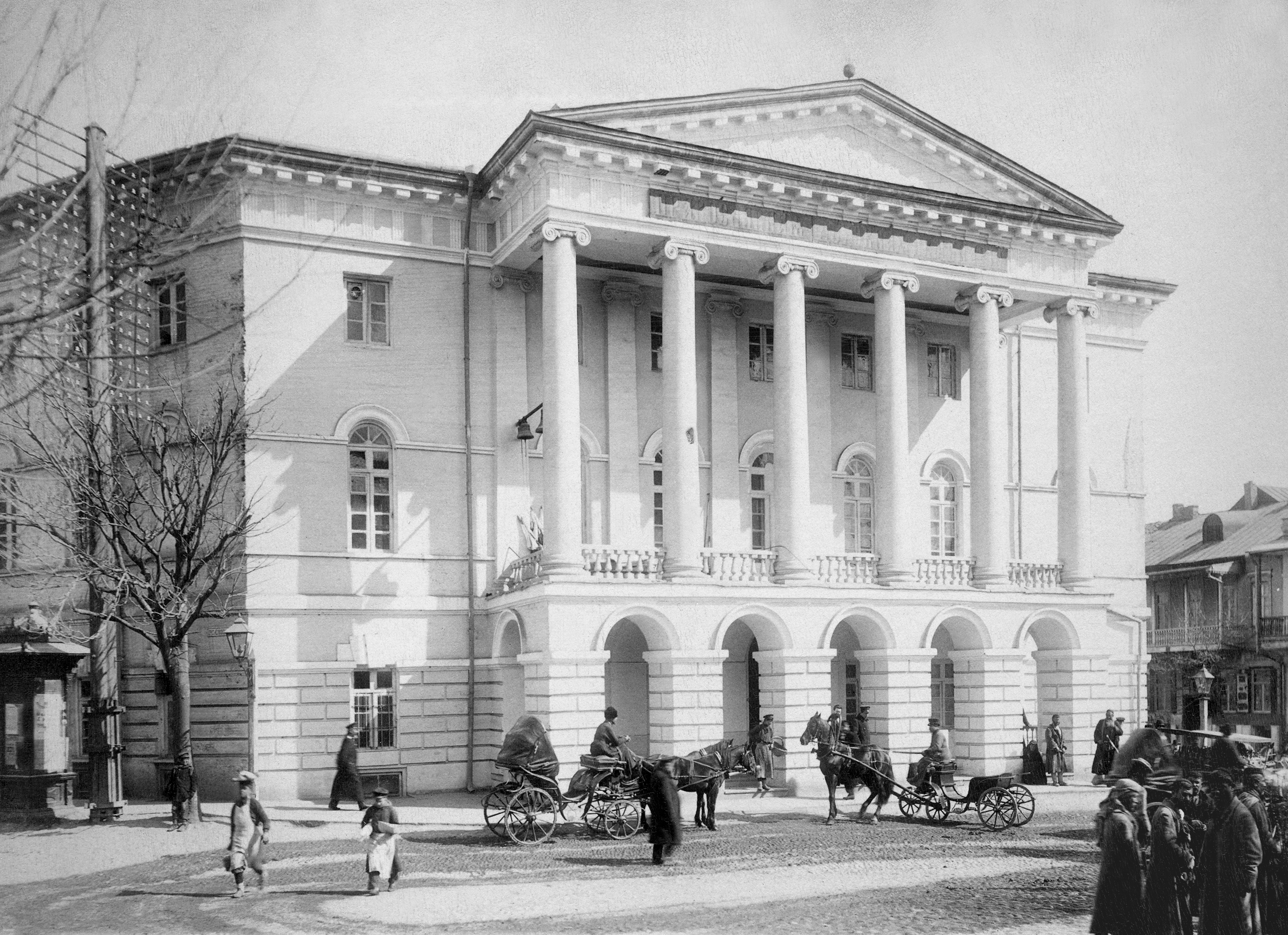
Tbilisi
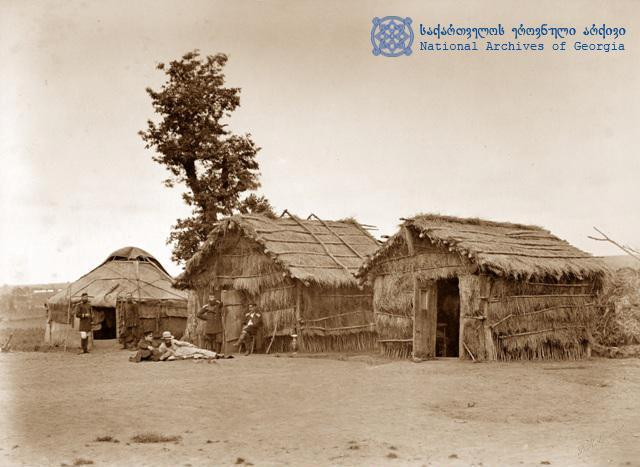
Polní nemocnice, Tsikhisdziri, 1877–1878
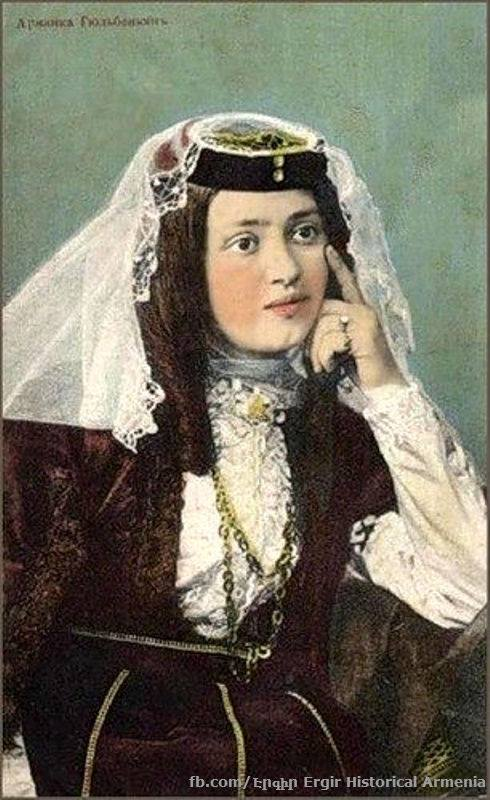
Arménská vznešená žena z Tiflis, datum neznámé
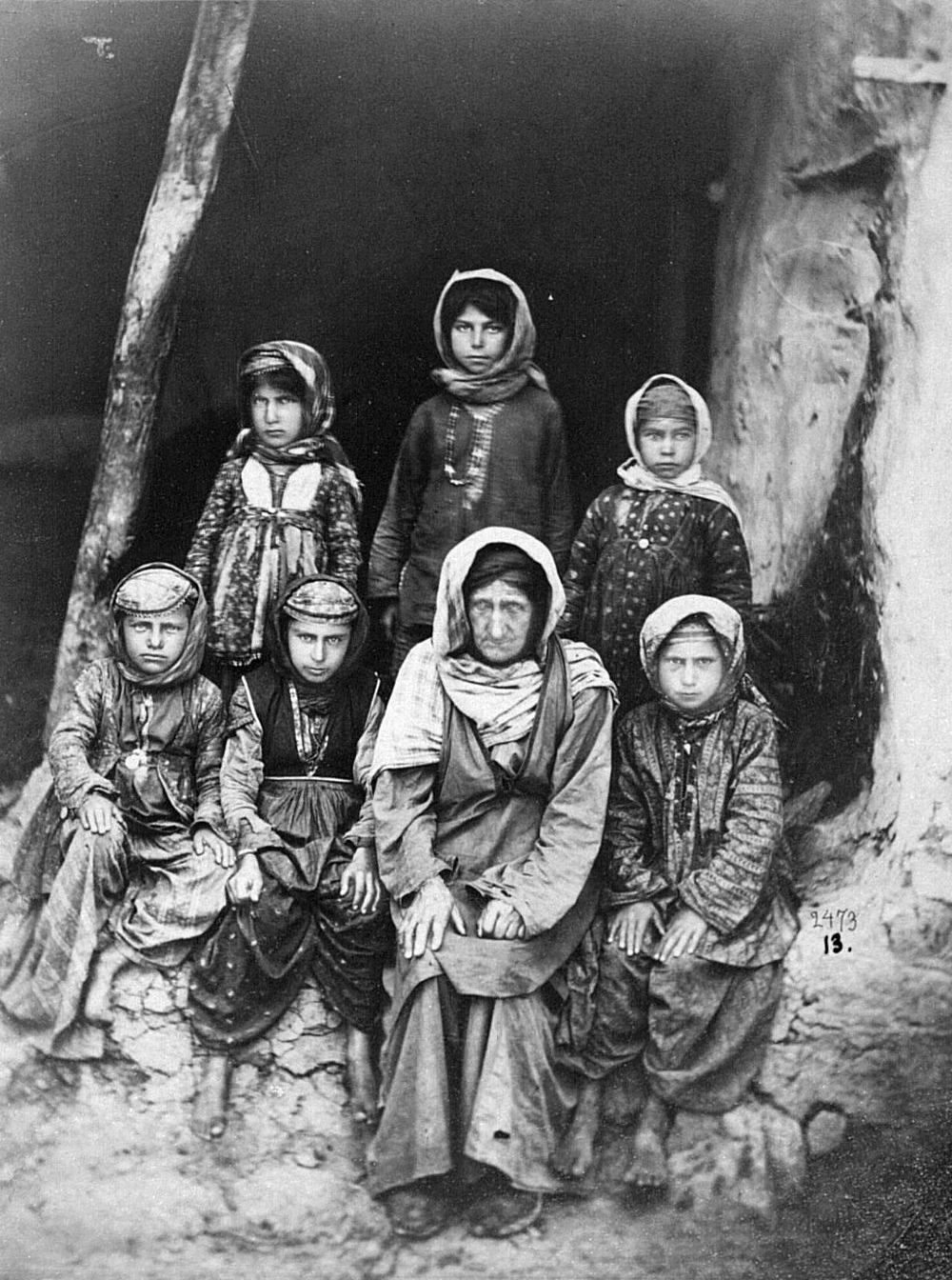
Dívky a starší žena, Djeg, 1880
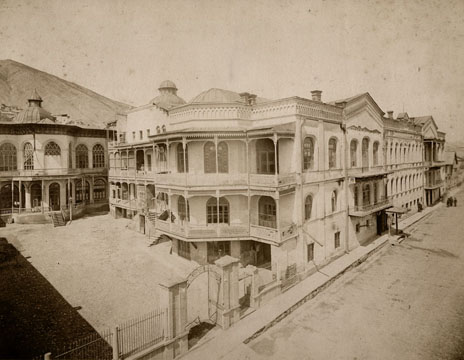
Dům Arshakuniho, 1884-86
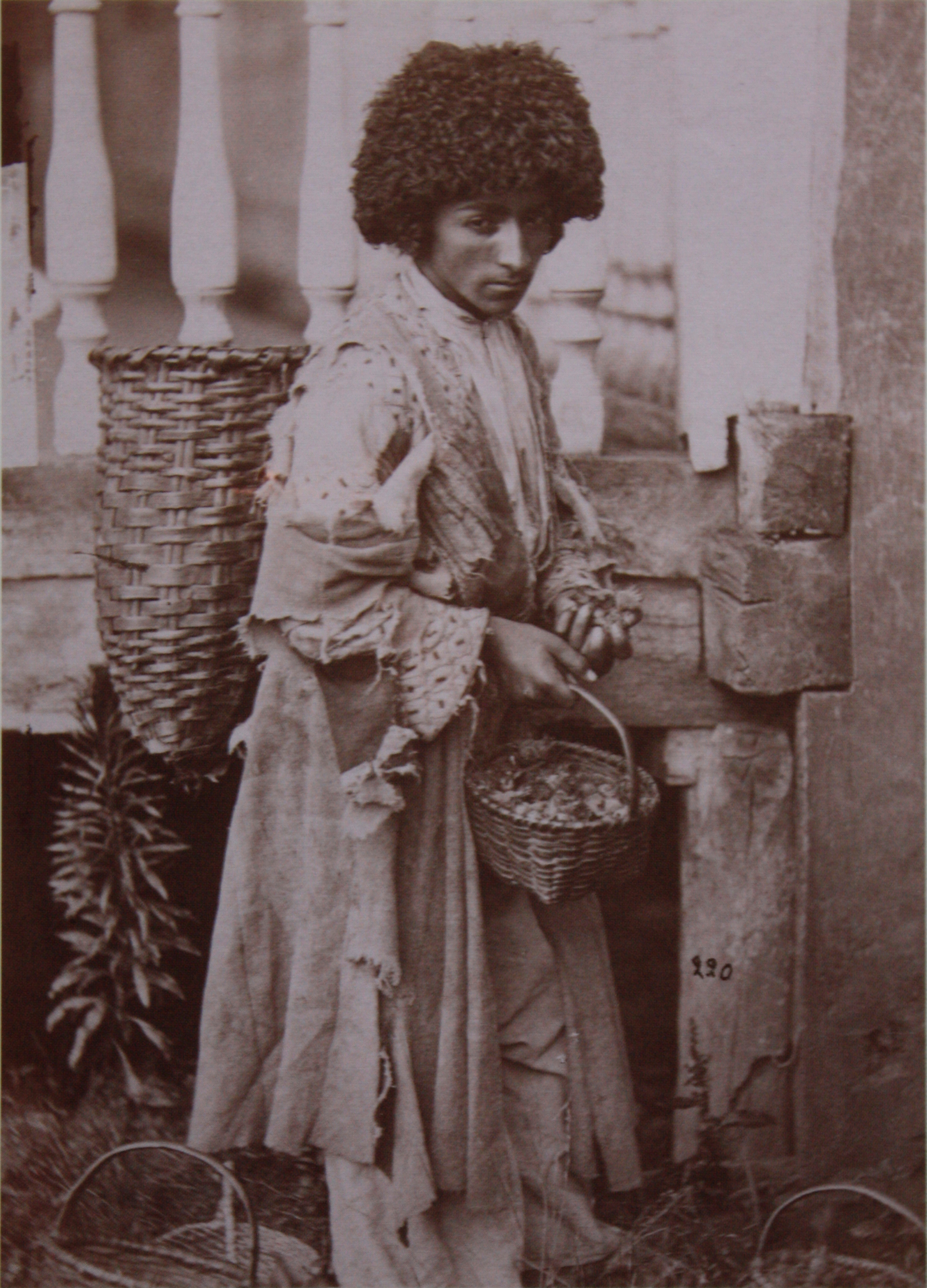
Žid s ořechy, datum neznámé
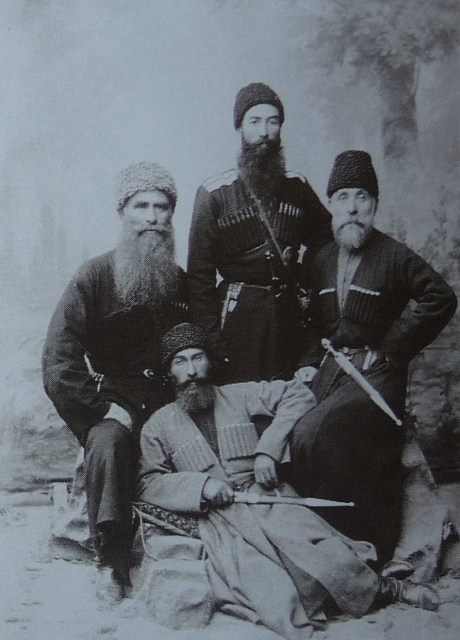
Gruzínci v národním kroji, datum neznámé
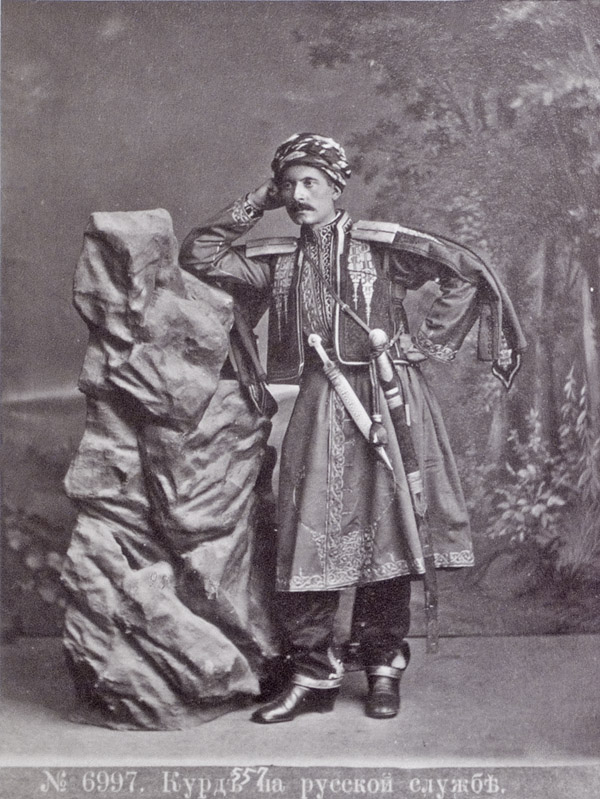
Kurd v ruské vojenské službě
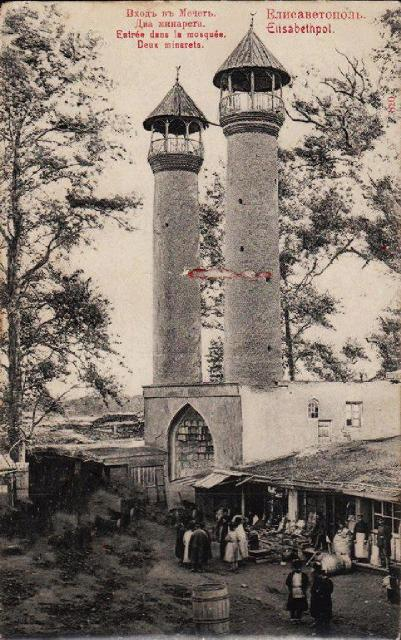
Mešita Šáha Abbáse v Ganji, 1900-1910
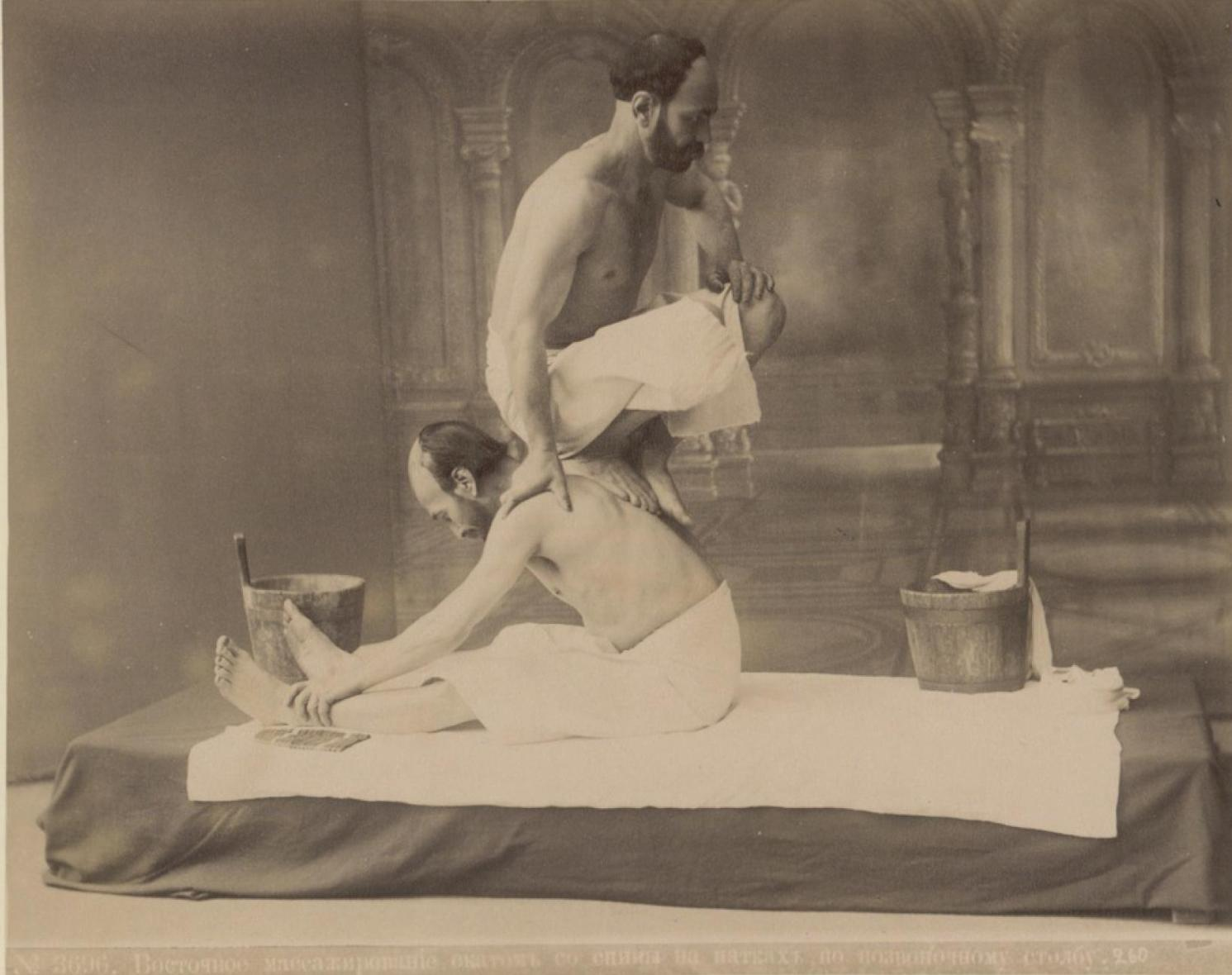
Orientální lázně, 1880